# Quimper Volley 29
Maillots
Actualités
Le Quimper Volley 29, est un club français de volley-ball féminin fondé en 1989 à Quimper (Finistère), qui évolue en Ligue A Féminine (1er niveau).

## Histoire du club

### Débuts du club (1989-2011)

#### Débuts au niveau régional (1989-2002)
Le Quimper Volley 29 naît en 1989, de la fusion de deux clubs de volley quimpérois, le Quimper Volley-Ball et la section volley-ball du Stade Quimpérois, alors en difficultés financières. Le club se nomme à sa création le Quimper Volley 89 et joue au niveau régional. En 1994, l'équipe s'installe dans la nouvelle Halle des Sports d'Ergué-Armel, inauguré la même année.

#### Arrivée au niveau national (2002-2010)
Enchaînant les montées, le club atteint lors de la saison 2002-2003, la Nationale 3, la quatrième division française. Pour sa première saison à ce niveau, les Quimpéroises terminent 9ème du Groupe G. Après une sixième place, la saison suivante. Lors de la saison 2004-2005, le club termine 2ème de la poule F et accèdent à la Nationale 2, 3ème échelon national. En 3ème division, pour sa première saison, l'équipe quimpéroise termine 10ème de la poule A. Après une 8ème place en 2006-2007, les quimpéroises terminent 1ère de leur poule et participent aux play-offs. Malgré une 4ème place lors des play-offs, les Noires et Blanches sont promues en Nationale 1. En Nationale 1, le club termine 11ème et participe pour la première à la Coupe de France féminine où elles se feront éliminées au 2ème tour. La saison suivante est une réussite pour le club, renommé Quimper Volley 29, l'équipe termine 4ème de sa poule en championnat et atteint la finale de la Coupe de France amateur.

### Professionnalisme et Montée en Ligue A (2010-2013)
À la suite de cette quatrième place, l'équipe est promue dans la nouvelle DEF. Pour la saison 2010-2011, le club devenu professionnel et l'équipe première renommée Quimper Volley 29 Élite termine 4ème de DEF et atteint les demi-finale de la Coupe de France féminine 2010-2011, après avoir éliminé l'ASPTT Mulhouse, second de Ligue A , qui jouait cette année-là, en Ligue des Champions. En demi-finale, les Quimpéroises sont éliminés par le Cannet-Rocheville, trois sets à zéro, dans une Halle des Sports d'Ergué-Armel, pleine à craquer. En 2011-2012, le club échoue à la montée en terminant 3ème, derrière le second, Albi Volley-Ball au ratio sets Gagné/Perdu. Pour la saison 2012-2013, le club termine 2ème de DEF et est promu en Ligue A, pour la première fois de son histoire.

### Entre Ligue A et Élite (depuis 2013)

#### Première en Ligue A (2013-2014)
La saison suivante, pour sa première en Ligue A, après 2 défaites contre Cannes et Venelles, la Halle des Sports d'Ergué-Armel accueille le premier match du club à domicile contre l'autre promu Terville. Devant 956 spectateurs, les Quimpéroises s'inclinent trois sets à un. C'est seulement lors de la 5ème journée, à domicile que le Quimper Volley 29 remporte son premier match en Ligue A. La série noire de l'équipe reprend et après 5 nouvelles défaites, de nouveau à domicile, l'équipe remporte son deuxième match de la saison, trois sets à deux contre Béziers. Le 18 Janvier 2014, 2 119 spectateurs dans une salle Michel-Gloaguen comble, assistent à la rencontre entre les Quimpéroises et Cannes ce qui est la plus grande affluence à domicile du QV29. Durant, la suite de la saison, le club remporte 3 matchs contre Évreux, Istres et Mulhouse, mais les Quimpéroises terminent finalement avant-dernière et retournent en Élite. 

#### Proche de la remontée, puis vainqueur (2014-2016)
La saison suivante, les Quimpéroises échouent à la remontée, terminant second de sa poule et 3ème des play-offs, ratant la montée au ratio sets Gagné/Perdu. Ce n'est que partie remise, puisque l'année suivante, le club termine 1er de sa poule et lors des play-offs, le club termine 1er, est promu et remporte le championnat. C'est année-là, le club cornouaillais termine de nouveau finaliste de la Coupe de France amateur mais échoue contre le MO Mougins. 

#### Stagnation en Ligue A (2016-2019)
Pour la saison 2016-2017, le club finistérien retrouve la Ligue A et vit une nouvelle saison compliquée car le promu, malgré quatre victoires lors de la première partie de saison contre Nantes, Évreux, Terville et Venelles. Durant la seconde partie de la saison, les Quimpéroises ne remporteront que 2 matchs et termineront de nouveau avant-dernière du classement. Le club est relégué puis finalement repêché en Ligue A pour la saison suivante. La saison 2017-2018 est la meilleure saison du club en Ligue A, le club remporte 7 matchs, 5 victoires à domicile et 2 victoires à l'extérieur et perd 15 matchs et accueille en moyenne 925 spectateurs à la Halle des Sports d'Ergué-Armel. Les Quimpéroises finissent 10ème sur 12 et sont pour la première fois, maintenues sportivement car la saison dernière, le club avait été repêché. La saison 2018-2019, est la quatrième saison du club en Ligue A et cette saison est un échec. L'équipe termine avant-dernière avec 6 victoires et 20 défaites devant 981 spectateurs en moyenne. Bien qu'il n'y ait qu'une seule équipe reléguée et que Quimper ait fini avant-dernier, ce sont les quimpéroises qui sont reléguées car l'équipe qui a fini dernière, France Avenir 2024, ne peut pas être reléguée.

#### Retour en Élite, proche de la remontée (2019-2023)
De retour en Élite, la saison 2019-2020 est une saison blanche pour les finistériennes car l'équipe était première de son groupe lorsque le confinement est promulgué, le championnat est arrêté et n'a jamais repris. Aucune équipe n'est promue cette saison là. La saison 2020-2021 est joué dans son intégralité, le club termine premier du groupe A en Élite, mais échoue lors des play-offs, remportant qu'un seul match sur six et terminant 5ème du groupe des play-offs. La saison suivante sera plus difficile puisque le club n'arrive pas à se qualifier pour les play-offs ce qui a pour conséquence qu'elles se retrouvent en play-down où elles termineront troisième et se maintiennent en Elite. La saison suivante verra le QV29 retrouver les play-offs en position d'outsider puisqu'elle termine troisième du groupe B. Cependant, lors des play-offs, elles remportent l'entièreté de leurs matchs et terminent championne d'Elite et par conséquent retrouve la Ligue A, quatre ans après l'avoir quittée. 

#### Retour en Ligue A (depuis 2023)
À la suite de ce titre de champion d'Elite, les quimpéroises retrouvent la Ligue A pour la saison 2023-2024.

## Chronologie du club
- 1960 : Création d'une section volley-ball au sein de l'Amicale Laïque de Quimper.
- 1983 : Scission des sections avec la création du Quimper Volley-Ball.
- 1985 : L'AL Quimper VB devient une section du club omnisports, le Stade quimpérois.
- 1989 : à la suite des difficultés financières du Stade quimpérois, les deux clubs fusionnent pour créer le Quimper Volley 89.
- 2009 : Changement de nom en Quimper Volley 29.
- 2011 : La section professionnelle prend le nom de Quimper Volley 29 Élite.
- 2013 : Le club termine 2e de DEF et accède à la Ligue A.
- 2014 : Le club est relégué en Élite Féminine.
- 2016 : Champion d'Élite féminine, le club accède de nouveau à la Ligue A.
- 2017 : Maintien en Ligue A et accession de la N3 en N2.
- 2019 : Le club est relégué en Division Élite Féminine.
- 2023 : Champion d'Élite féminine, le club accède de nouveau à la Ligue A.

## Palmarès et Record

### Palmarès
| Compétitions professionnelles et amateurs |
| - Ligue A Féminine - Participations : 4 - Meilleur classement : 10e (lors de la saison 2017-2018) - Division Élite Féminine (2) - Champion : 2016 et 2023 - Vice-champion : 2013 - Coupe de France - Demi-Finaliste : 2011 - Coupe de France amateur - Finaliste : 2016. |

### Évolution
| Niveau I  | Niveau II   | Niveau III  | Niveau IV   | Niveau V      |
| Ligue A   | Nationale 1 | Nationale 2 | Nationale 3 | Ch. Régionaux |
| --------- | ----------- | ----------- | ----------- | ------------- |
|           |             |             |             | 1989-2002     |
|           |             |             | 2002-2005   |               |
|           |             | 2005-2008   |             |               |
|           | 2008-2010   |             |             |               |
| Ligue A   | DEF         | Nationale 1 | Nationale 2 | Nationale 3   |
|           | 2010-2013   |             |             |               |
| Ligue A   | Élite       | Nationale 2 | Nationale 3 | Ch. Régionaux |
| 2013-2014 |             |             |             |               |
|           | 2014-2016   |             |             |               |
| 2016-2019 |             |             |             |               |
|           | 2019-2023   |             |             |               |
| 2023-...  |             |             |             |               |

- Championnat national professionnel
- Championnat national professionnel et amateur
- Championnat national amateur
- Championnat régional amateur

### Bilan saison par saison
Ce tableau récapitule le classement du club en championnat depuis 2002 et sa première saison en Nationale 3 ainsi que son parcours en Coupe de France depuis sa première participation en 2008.
| Saison                          | Division                                 | E                                        | C                                        | Pts                                      | J                                        | G                                        | Gt                                       | Pt                                       | P                                        | Set.P                                    | Set.C                                    | R                                        | P.P                                      | P.C                                      | R                                        | Affl. Moy.                               | Coupe de France |
| Quimper Volley 89 (1989-2009)   |                                          |                                          |                                          |                                          |                                          |                                          |                                          |                                          |                                          |                                          |                                          |                                          |                                          |                                          |                                          |                                          |                 |
| 1989-2002                       | Participation aux championnats régionaux | Participation aux championnats régionaux | Participation aux championnats régionaux | Participation aux championnats régionaux | Participation aux championnats régionaux | Participation aux championnats régionaux | Participation aux championnats régionaux | Participation aux championnats régionaux | Participation aux championnats régionaux | Participation aux championnats régionaux | Participation aux championnats régionaux | Participation aux championnats régionaux | Participation aux championnats régionaux | Participation aux championnats régionaux | Participation aux championnats régionaux | Participation aux championnats régionaux | Non disputé     |
| 2002-2003                       | Nationale 3 (Groupe G)                   | 4                                        | 9e                                       | 0                                        | 0                                        | 0                                        | 0                                        | 0                                        | 0                                        | 0                                        | 0                                        | 0                                        | 0                                        | 0                                        | 0                                        | -                                        | Non disputé     |
| 2003-2004                       | Nationale 3 (Groupe G)                   | 4                                        | 6e                                       | 0                                        | 0                                        | 0                                        | 0                                        | 0                                        | 0                                        | 0                                        | 0                                        | 0                                        | 0                                        | 0                                        | 0                                        | -                                        | Non disputé     |
| 2004-2005                       | Nationale 3 (Groupe F)                   | 4                                        | 2e                                       | 0                                        | 0                                        | 0                                        | 0                                        | 0                                        | 0                                        | 0                                        | 0                                        | 0                                        | 0                                        | 0                                        | 0                                        | -                                        | Non disputé     |
| 2005-2006                       | Nationale 2 (Groupe A)                   | 3                                        | 10e/12                                   | 0                                        | 22                                       | 0                                        | 0                                        | 0                                        | 0                                        | 0                                        | 0                                        | 0                                        | 0                                        | 0                                        | 0                                        | -                                        | Non disputé     |
| 2006-2007                       | Nationale 2 (Groupe A)                   | 3                                        | 8e/12                                    | 0                                        | 22                                       | 0                                        | 0                                        | 0                                        | 0                                        | 0                                        | 0                                        | 0                                        | 0                                        | 0                                        | 0                                        | -                                        | Non disputé     |
| 2007-2008                       | Nationale 2 (Groupe A)                   | 3                                        | 1er/12                                   | 0                                        | 22                                       | 0                                        | 0                                        | 0                                        | 0                                        | 0                                        | 0                                        | 0                                        | 0                                        | 0                                        | 0                                        | -                                        | Non disputé     |
| 2007-2008                       | Nationale 2 (Phase finale)               | 3                                        | 4e                                       | 0                                        | 22                                       | 0                                        | 0                                        | 0                                        | 0                                        | 0                                        | 0                                        | 0                                        | 0                                        | 0                                        | 0                                        | -                                        | Non disputé     |
| 2008-2009                       | Nationale 1 (Groupe A)                   | 2                                        | 11e/14                                   | 22                                       | 26                                       | 5                                        | 2                                        | 3                                        | 16                                       | 34                                       | 64                                       | 0.531                                    | 1966                                     | 2255                                     | 0.884                                    | -                                        | 2e tour         |
| Quimper Volley 29 (depuis 2009) |                                          |                                          |                                          |                                          |                                          |                                          |                                          |                                          |                                          |                                          |                                          |                                          |                                          |                                          |                                          |                                          |                 |
| 2009-2010                       | Nationale 1 (Groupe A)                   | 2                                        | 4e/12                                    | 47                                       | 22                                       | 13                                       | 4                                        | 0                                        | 5                                        | 53                                       | 28                                       | 1.893                                    | 1842                                     | 1668                                     | 1.104                                    | -                                        | Non disputé     |
| 2010-2011                       | Division Excellence                      | 2                                        | 4e/12                                    | 44                                       | 22                                       | 12                                       | 4                                        | 0                                        | 6                                        | 50                                       | 27                                       | 1.852                                    | 1782                                     | 1605                                     | 1.110                                    | -                                        | Demi-finale     |
| 2011-2012                       | Division Excellence                      | 2                                        | 3e/12                                    | 48                                       | 22                                       | 13                                       | 4                                        | 1                                        | 4                                        | 55                                       | 30                                       | 1.833                                    | 1920                                     | 1747                                     | 1.099                                    | -                                        | 8e de finale    |
| 2012-2013                       | Division Élite féminine                  | 2                                        | 2e/12                                    | 56                                       | 22                                       | 17                                       | 2                                        | 1                                        | 2                                        | 60                                       | 18                                       | 3.333                                    | 1835                                     | 1527                                     | 1.202                                    | -                                        | 8e de finale    |
| 2013-2014                       | Ligue AF                                 | 1                                        | 11e/12                                   | 16                                       | 22                                       | 4                                        | 1                                        | 2                                        | 15                                       | 26                                       | 56                                       | 0.464                                    | 1753                                     | 1919                                     | 0.913                                    | 1 237                                    | 8e de finale    |
| 2014-2015                       | Élite féminine (Groupe A)                | 2                                        | 2e/12                                    | 46                                       | 18                                       | 13                                       | 3                                        | 1                                        | 1                                        | 50                                       | 15                                       | 3.333                                    | 1557                                     | 1263                                     | 1.233                                    | -                                        | 8e de finale    |
| 2014-2015                       | Élite féminine (Playoffs)                | 2                                        | 3e/6                                     | 18                                       | 10                                       | 4                                        | 2                                        | 2                                        | 2                                        | 22                                       | 20                                       | 1.100                                    | 929                                      | 907                                      | 1.024                                    | -                                        | 8e de finale    |
| 2015-2016                       | Élite féminine (Groupe A)                | 2                                        | 1er/12                                   | 40                                       | 14                                       | 12                                       | 2                                        | 0                                        | 0                                        | 42                                       | 6                                        | 7.000                                    | 1166                                     | 865                                      | 1.348                                    | -                                        | Non disputé     |
| 2015-2016                       | Élite féminine (Playoffs)                | 2                                        | 1er/8                                    | 37                                       | 14                                       | 11                                       | 2                                        | 0                                        | 1                                        | 40                                       | 9                                        | 4.444                                    | 1183                                     | 964                                      | 1.227                                    | -                                        | Non disputé     |
| 2016-2017                       | Ligue AF                                 | 1                                        | 11e/12                                   | 56                                       | 22                                       | 3                                        | 3                                        | 3                                        | 13                                       | 33                                       | 66                                       | 0.500                                    | 1793                                     | 2035                                     | 0.881                                    | 810                                      | 8e de finale    |
| 2017-2018                       | Ligue AF                                 | 1                                        | 10e/12                                   | 20                                       | 22                                       | 4                                        | 3                                        | 2                                        | 13                                       | 31                                       | 52                                       | 0.596                                    | 1753                                     | 1884                                     | 0.930                                    | 925                                      | 8e de finale    |
| 2018-2019                       | Ligue AF                                 | 1                                        | 13e/14                                   | 19                                       | 26                                       | 4                                        | 2                                        | 3                                        | 17                                       | 34                                       | 67                                       | 0.507                                    | 2068                                     | 2328                                     | 0.888                                    | 981                                      | 8e de finale    |
| 2019-2020                       | Élite féminine (Groupe A)                | 2                                        | 1er/8                                    | 39                                       | 14                                       | 13                                       | 0                                        | 0                                        | 1                                        | 40                                       | 9                                        | 4.444                                    | 1188                                     | 928                                      | 1.280                                    | -                                        | 8e de finale    |
| 2020-2021                       | Élite féminine (Groupe A)                | 2                                        | 1er/9                                    | 39                                       | 16                                       | 12                                       | 1                                        | 1                                        | 2                                        | 42                                       | 15                                       | 2.800                                    | 1337                                     | 1137                                     | 1.176                                    | -                                        | Non disputé     |
| 2020-2021                       | Élite féminine (Playoffs)                | 2                                        | 5e/6                                     | 10                                       | 10                                       | 3                                        | 0                                        | 1                                        | 6                                        | 15                                       | 23                                       | 0.652                                    | 814                                      | 836                                      | 0.974                                    | -                                        | Non disputé     |
| 2021-2022                       | Élite féminine (Groupe B)                | 2                                        | 4e/8                                     | 26                                       | 14                                       | 8                                        | 1                                        | 0                                        | 5                                        | 29                                       | 17                                       | 1.706                                    | 1044                                     | 952                                      | 1.097                                    | -                                        | 2e tour         |
| 2021-2022                       | Élite féminine (Playdown)                | 2                                        | 3e/10                                    | 23                                       | 10                                       | 7                                        | 1                                        | 0                                        | 2                                        | 26                                       | 9                                        | 2.889                                    | 823                                      | 690                                      | 1.193                                    | -                                        | 2e tour         |
| 2022-2023                       | Élite féminine (Groupe B)                | 2                                        | 3e/8                                     | 31                                       | 14                                       | 8                                        | 2                                        | 3                                        | 1                                        | 36                                       | 19                                       | 1.895                                    | 1213                                     | 1055                                     | 1.150                                    | -                                        | Non disputé     |
| 2022-2023                       | Élite féminine (Playoff)                 | 2                                        | 1er/8                                    | 31                                       | 14                                       | 8                                        | 2                                        | 3                                        | 1                                        | 36                                       | 21                                       | 1.714                                    | 1281                                     | 1130                                     | 1.134                                    | -                                        | Non disputé     |
| 2023-2024                       | Ligue AF                                 | 1                                        | 12e/13                                   | 8                                        | 24                                       | 1                                        | 1                                        | 3                                        | 19                                       | 15                                       | 68                                       | 0.221                                    | 1567                                     | 1971                                     | 0.795                                    | -                                        | Demi-finale     |

| Champion / vainqueur | Promu | Finaliste / Second | Demi-finaliste / Troisième | Repêchage | Relégué | Rétrogradé administrativement |

## Autres équipes du club

### Equipe réserve
L'équipe réserve de l'équipe professionnelle existe depuis la création du club en 1989, et joue au Gymnase du Collège la Tourelle. L'équipe jusqu'en 2008-2009 au niveau régional avant d'accéder à la Nationale 3 et l'équipe enchaîne une seconde montée successive en Nationale 2 mais redescend directement en Nationale 3. Jusqu'à la saison 2016-2017, l'équipe se maintient en Nationale 3, cette saison, les réservistes accèdent à la Nationale 2 où depuis 4 saisons, l'équipe s'est maintenue. 

#### Bilan saison par saison de l'équipe réserve
| Saison    | Niveau | Division               | Saison régulière                                                            | Phase finale                                                                |
| --------- | ------ | ---------------------- | --------------------------------------------------------------------------- | --------------------------------------------------------------------------- |
| 2021-2022 | 3      | Nationale 2F           | 8e poule C                                                                  | N/A                                                                         |
| 2020-2021 | 3      | Nationale 2F           | Annulé en raison du Covid-19 (4e poule C en saison rég. ; pas de play-offs) | Annulé en raison du Covid-19 (4e poule C en saison rég. ; pas de play-offs) |
| 2019-2020 | 3      | Nationale 2F           | Annulé en raison du Covid-19 (9e poule B en saison rég. ; pas de play-offs) | Annulé en raison du Covid-19 (9e poule B en saison rég. ; pas de play-offs) |
| 2018-2019 | 3      | Nationale 2F           | 10e poule D                                                                 | N/A                                                                         |
| 2017-2018 | 3      | Nationale 2F           | 6e poule D                                                                  | N/A                                                                         |
| 2016-2017 | 4      | Nationale 3F           | 1er poule F                                                                 | 1/2 finale                                                                  |
| 2015-2016 | 4      | Nationale 3F           | 6e poule F                                                                  | N/A                                                                         |
| 2014-2015 | 4      | Nationale 3F           | 3e poule G                                                                  | N/A                                                                         |
| 2013-2014 | 4      | Nationale 3F           | 6e poule G                                                                  | N/A                                                                         |
| 2012-2013 | 5      | Nationale 3F           | 6e poule F                                                                  | N/A                                                                         |
| 2011-2012 | 5      | Nationale 3F           | ?e poule F                                                                  | N/A                                                                         |
| 2010-2011 | 4      | Nationale 2F           | ?e poule A                                                                  | N/A                                                                         |
| 2009-2010 | 4      | Nationale 3F           | 1er poule F                                                                 | N/A                                                                         |
| 1989-2009 | 5 et + | Championnats régionaux | N/A                                                                         | N/A                                                                         |

### Equipe masculine
L'équipe masculine du club existe depuis la création du club et joue tout comme l'équipe réserve féminine au Gymnase du Collège la Tourelle. Jouant au niveau régional, jusqu'aux débuts années 2000. Les Quimpérois sont promus en Nationale 3, où ils jouent pendant 4 saisons avant de retourner en Prénationale. De retour au niveau régional, l'équipe remonte directement en Nationale 3, où ils restent de nouveau 2 saisons avant de redescendre de nouveau en Prénationale. Depuis la saison 2014-2015, le club joue au niveau régional, ils jouaient en Prénationale avant de redescendre en Régionale masculine.

## Infrastructures du club

### Halle des Sports d'Ergué-Armel
La Halle des Sports d'Ergué-Armel est l'enceinte de l'équipe professionnelle du Quimper Volley 29. La salle d'une capacité de 978 places assises, peut lors de grandes rencontres accueillir jusqu'à 1 200 spectateurs. La salle principale inaugurée en 1994 est équipée d'une tribune amovible de 514 places assises et de tribune autour pouvant accueillir 464 spectateurs. 

### Gymnase du Collège la Tourelle
Le Gymnase du Collège la Tourelle est la seconde installation du club. La salle, inaugurée en 2012, remplaçant l'ancien gymnase détruit à cause de sa vétusté. L'installation comporte une tribune de 300 places assises et accueille les élèves du collège, les équipes jeunes, amateurs du club et la section volley du collège. 

## Effectifs

### Saison 2024-2025
| No | Nom                    | Date de Naissance | Taille (cm) | Poste                     |
| -- | ---------------------- | ----------------- | ----------- | ------------------------- |
| 1  | Alexia Joffrin         | 20 octobre 1994   | 180         | Libéro                    |
| 4  | Diana Meliushkyna (uk) | 6 août 1996       | 190         | Centrale                  |
| 7  | Dariia Kaplanska       | 6 octobre 2003    | 181         | Réceptionneuse-attaquante |
| 8  | Alexandra Godey        | 2 janvier 2006    | 176         | Passeuse                  |
| 9  | Nina Nesimović         | 8 novembre 1996   | 188         | Centrale                  |
| 10 | Karolina Nová          | 1er octobre 1999  | 183         | Réceptionneuse-attaquante |
| 11 | Pauline Martin         | 29 septembre 1995 | 170         | Passeuse                  |
| 13 | Stephanie Rivera (it)1 | 25 septembre 2000 | 178         | Réceptionneuse-attaquante |
| 18 | Mariia Kaplanska       | 6 octobre 2003    | 181         | Réceptionneuse-attaquante |
| 20 | Rosa Bjärregård-Madsen | 27 mai 1999       | 181         | Pointue                   |
| 22 | Ella Autere            | 9 juin 2000       | 189         | Centrale                  |

Entraîneur :  François-Xavier Garnon

Entraîneur adjoint & stasticien :  Kévin Caudal 
1 joueuse ayant quitté le club début janvier 2025.